# Orgasm
„Orgasm” (jap. オルガスム Orugasumu) – drugi singel zespołu X JAPAN (wówczas o nazwie X). Wydany 20 kwietnia 1986 roku. Zarówno tytułowy utwór, jak i "X" zostały później ponownie nagrane i zawarte w drugim albumie grupy BLUE BLOOD.

## Lista utworów
| Nr | Tytuł                      | Słowa   | Muzyka  | Czas |
| -- | -------------------------- | ------- | ------- | ---- |
| 1. | "Orgasm" (jap. オルガスム) | Yoshiki | Yoshiki | 2:55 |
| 2. | "Time Trip Loving"         | Toshi   | Jun     | 3:38 |
| 2. | "X"                        | Yoshiki | Yoshiki | 5:25 |

## Muzycy
- Toshi: wokal
- Yoshiki: perkusja
- Hisashi "Jun" Takai: gitara
- Hikaru Utaka: gitara basowa